# Дожди в океане
«Дожди в океане» — российский художественный фильм, драма по мотивам начальных глав романа А. Беляева «Остров погибших кораблей».
Во время работы над фильмом режиссёр Виктор Аристов скончался, съёмки картины завершил Юрий Мамин.

## Сюжет
Начало XX века. На океанском лайнере встречаются юная Лилиан, инженер Картер и полицейский Симмонс, выслеживающий Картера, чтобы арестовать его по обвинению в убийстве. Когда Лилиан падает за борт, Картер прыгает за ней, а Симмонс за Картером, и в итоге все трое оказываются на спасательных кругах в открытом океане. На другой день они выбираются на заброшенную баржу. Здесь завязывается любовная интрига, завершающаяся трагически.

## В ролях
- Анна Молчанова — Лилиан
- Сергей Ражук — инженер Картер
- Юрий Беляев — полицейский Симмонс
- Светлана Сланскене — тётя Лилиан
- Диана Рубанова — служанка Лилиан
- Марина Николаева
- Эммануил Шварцберг — пожилой мужчина
- Евгений Пушкарёв — альфонс с собачкой

## Съёмочная группа
- Автор сценария: Виктор Аристов
- Режиссёр: Виктор Аристов, Юрий Мамин
- Оператор: Юрий Воронцов
- Художник: Мария Петрова
- Композитор: Аркадий Гагулашвили

## Отзывы
С. Добротворский:
Теперь уже бесполезно гадать, как в авторской версии разложился бы полуфантастический треугольник: экстравагантная отроковица (Анна Молчанова), сыщик (Юрий Беляев) и подозреваемый в женоубийстве герой-любовник (Сергей Ражук), волею случая затерянные посреди океанских просторов. Аристов мог бы сделать неудачное кино, но это было бы именно кино Аристова — одного из самых физиологичных наших режиссёров, обладавшего редкой для отечественного экрана потребностью проникать глубже психологии и социологии, в сферы низкие, грубые, телесные. Отсюда его пресловутая 'странность', отсюда его постоянный и тяжелый интерес к похоти и убийству как экзальтированным ликам Эроса и Танатоса… Без сомнения, доведя до конца работу ушедшего товарища, Юрий Мамин поступил достойно и в профессиональном отношении и просто по-мужски. Тайны 'двух океанов', таким образом, как будто и нет, но есть тайна покойного автора. Мамин не сумел её разгадать, но тем самым ещё раз подтвердил, каким странным, своеобразным и увы, так до конца и не реализованным был талант Виктора Аристова